# Florica Lavric
Florica Lavric (Copălău, 1962. január 7. – Bukarest, 2014. június 20.) olimpiai bajnok román evezős.

## Pályafutása
Az 1984-es Los Angeles-i olimpián kormányos négyesben aranyérmet szerzett társaival. 1983-ban és 1985-ben világbajnoki ezüstérmes lett kormányos négyesben, 1986-ban bronzérmes lett nyolcasban.

## Sikerei, díjai
- Olimpiai játékok
  - aranyérmes: 1984, Los Angeles (kormányos négyes)
- Világbajnokság
  - ezüstérmes (2): 1983, 1985 (kormányos négyes)
  - bronzérmes: 1986 (nyolcas)